# Sara Thunmarker Telde
Sara Thunmarker Telde, född 22 juni 1977, boende i Falun är en svensk journalist och innehållsredaktör för magasinet Amelia, där hon skriver krönikor samt medverkar i podcasten Trubbel tillsammans med bland andra Fred Forsell och Bengt Ohlsson. Hon har en pol.mag.-examen från Umeå universitet.
Hon arbetade som ledarskribent på Dalarnas tidningar (ob lib) 2013-2015 och övergick sedan till att bli debattredaktör på samma tidning. 2017 var hon debattredaktör på Expressen. Därefter blev hon redaktör på Dalarnas tidningars helgbilaga Pralin.